# 馬耀添
馬耀添，SBS，JP（1954年10月—），是香港執業大律師，Liberty大律師事務所成員，前香港立法會秘書處法律顧問、法律事务部主管，現任香港城市大學法律學院客座教授以及深圳大學客座教授、嶺南大學校董會和諮議會成員和新華保險獨立董事，並曾任快活谷扶輪社主席。

## 簡介
馬博士於1985年，在當時的皇家警隊服務了11年後，以檢察官的身份於當時的律政署開展他的律師事業。於1988年，他被借調到行政及立法兩局非官守議員辦事處工作，並於1996年2月至2015年6月底出任立法會秘書處法律顧問。
馬博士作為立法機關法律顧問的職責，包括向立法會主席提供涉及立法會事務的法律問題提供意見，這工作包括主理所有涉及立法會、立法會主席、立法會其他議員及立法會秘書的司法覆核案件。馬博士亦同時是立法會各重要委員會的法律顧問。這些委員會包括立法會內務委員會、財物委員會及就公共政策及有關問題進行調查的專責委員會等。馬博士是議會行事方式及程序的專家，就香港特別行政區立法會歷史、規則及行事方式參考手冊一書（一部香港立法程序的權威指引）的編寫，提供重要的顧問服務。
馬博士就提交立法機構審議和通過的法案和附屬法例及就解釋《基本法》所涉及的問題提供法律意見的工作，經驗豐富。在他執業期間，馬博士有向個別立法會議員、上市公司及政府提供有關基本法問題及立法會運作的法律意見。
馬博士的執業領域範疇廣泛，曾代理監護委員會及社會工作者註冊委員會設立的上訴委員會的法律程序，就涉及大廈管理、企業及商務、僱傭、人身傷害、繼承及信託的問題提供法律意見。在刑事方面的法律工作，馬博士不時代表政府進行檢控工作，亦有代表被告作辯護律師。
於公法領域，馬博士曾以代理律師的身份處理一些涉及政府或法定機構的司法覆核法律程序。

## 相關事件

### 梁游宣誓覆核案
2016年10月18日下午，律政司向高等法院提出司法覆核，覆核立法會主席允許梁頌恆、游蕙禎議員重新宣誓的權力。特區政府一方由資深大律師余若海、資深大律師莫樹聯、大律師馬耀添及大律師孫靖乾代表出庭。11月15日，法庭裁定政府於立法會宣誓風波司法覆核中勝訴，梁頌恆和游蕙禎於2016年10月12日所據稱作出的宣誓，違反《基本法》及《宣誓及聲明條例》，因此有關宣誓屬無效及沒有法律效力；以及宣布梁頌恆和游蕙禎自2016年10月12日起取消其就職議員的資格，並已離任立法會議員的職位，他們無權以立法會議員身分行事。

### 緊急法及禁蒙面法覆核案
時任香港行政長官林鄭月娥在2019年10月4日以行政長官會同行政會議形式引用《緊急情況規例條例》繞過立法會訂立《禁蒙面法》。法例在訂立後隨即成為反修例運動抗爭者的新反抗目標，破壞性的示威活動反而愈演愈激烈。民主及本土陣營共25位立法會議員及前議員就法例向高等法院提出司法覆核，並在2019年11月18日勝訴。法院裁定《緊急情況規例條例》及《禁止蒙面規例》的條文違反《香港基本法》，而律政司及香港警察亦即時暫停按有關法例作出非法拘捕及起訴。特區政府隨後提出上訴，聆訊於2020年1月9日至10日進行，並於2020年4月9日作出裁決。在2019冠狀病毒病疫情威脅下，民主及本土陣營要求特區政府擱置上訴。律政司堅持上訴，高等法院上訴庭於2020年4月9日頒布判詞，裁定律政司上訴部得直，裁定以《緊急法》實施《禁止蒙面規例》沒有違憲，惟只在「非法集結」及「未經批准集結」的情況下生效。但律政司及泛民都不服上訴庭的判決，並已分別入稟上訴庭申請終審上訴許可並獲批准。特區政府一方由余若海資深大律師、孫靖乾資深大律師、馬耀添大律師及呂世杰大律師代表出庭。2020年12月21日，香港終審法院裁定民主派就《緊急情況規例條例》及《禁止蒙面規例》司法覆核敗訴，政府終極上訴得直。但由於政府一方沒有就《禁止蒙面規例》第5條，即「警員有權要求身處公眾地方人士除去蒙面物品」違憲的裁決上訴，因此該條維持失效。